# Granberget
Granberget är en skidanläggning i Leksands kommun. Där finns sju nedfarter, två ankarliftar och en knapplift samt  en snowpark med rails och hopp och en halfpipe för snowboard och skidåkning. Flera snowboardåkare i världsklass har tränat här, bland andra Magnus Sterner, Maria Danielsson, Jonas Gunnarsson och Martin Sandberg.